# Teufelsbrück (Hamburgo)

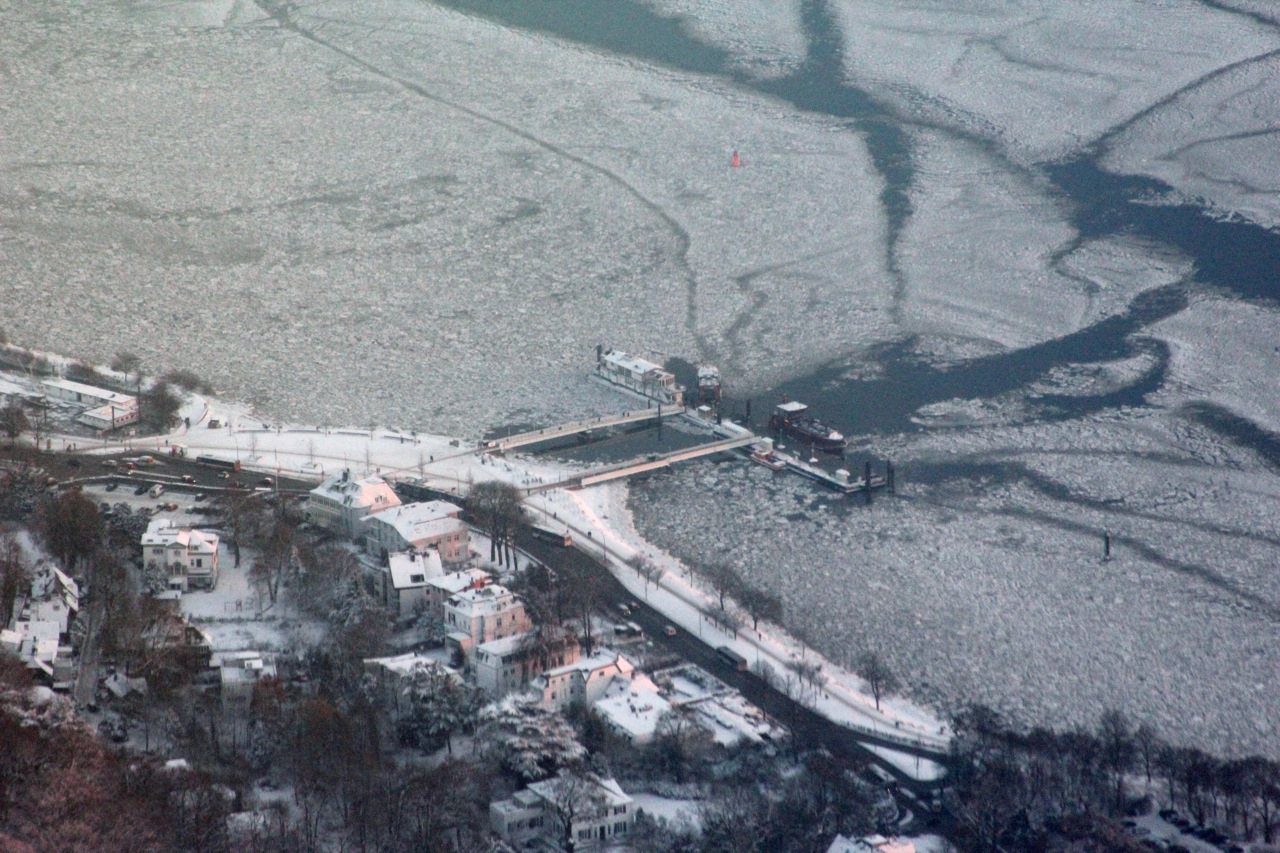
Teufelsbrück

Teufelsbrück (“Puente del Diablo”) es el nombre de la desembocadura del arroyo Flottbek en el Elba.

## Ubicación
Teufelsbrück (bajo alemán: Düvels- o Dübelsbrück) se ubica en la demarcación histórica de Klein-Flottbek al sur del parque Jenisch en Hamburgo y da nombre a un puente en el paseo del Elba. El nombre ha pasado además a un pequeño puerto de yates, que comenzó a funcionar en 1929.
El enclave pertenece en parte al barrio de Othmarschen y en parte a Nienstedten. Toda la zona se encuentra en el área de inundaciones del Elba en caso de marejada ciclónica.

## Imágenes

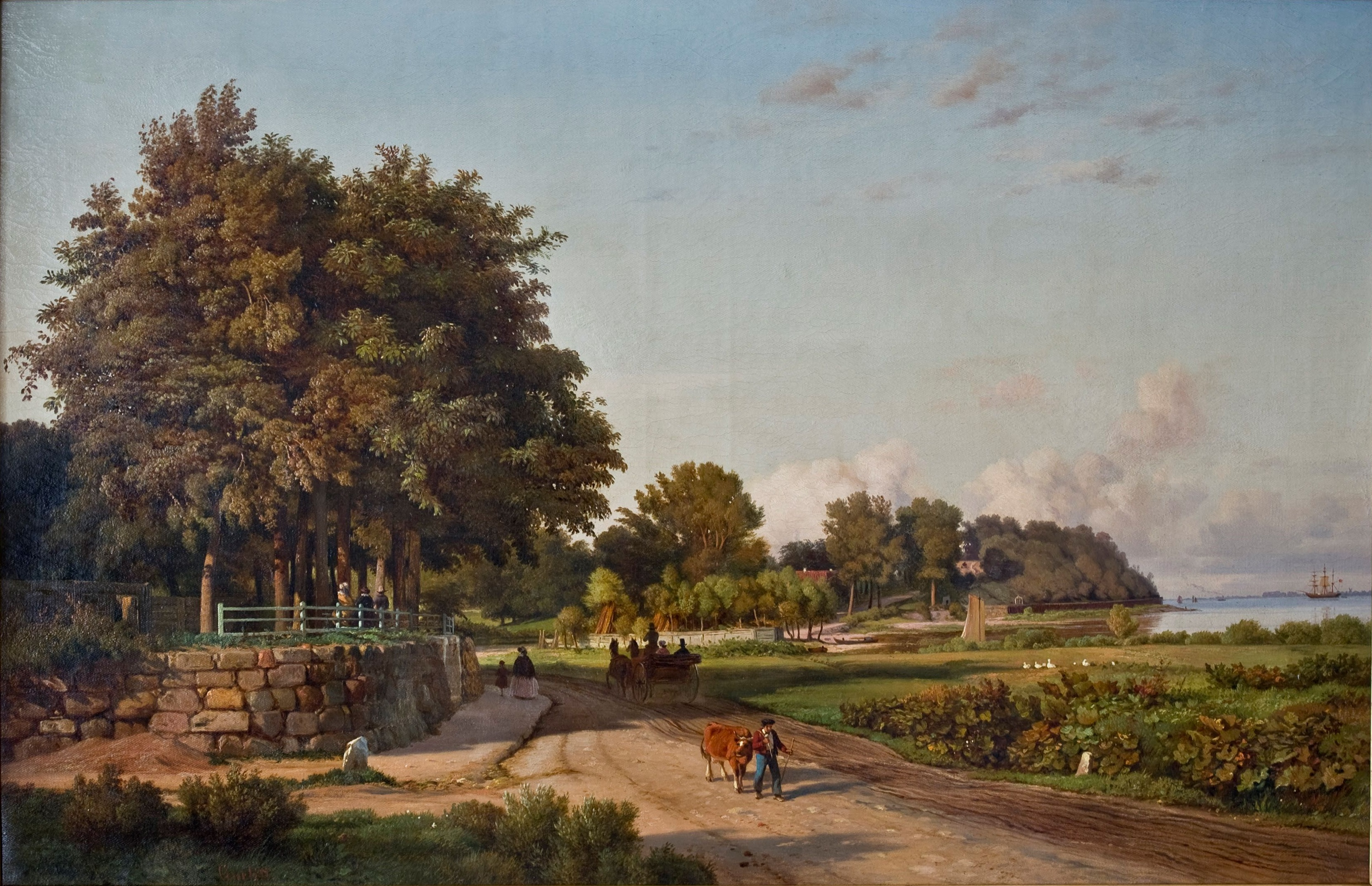
Louis Gurlitt - Teufelsbrücke 1860.
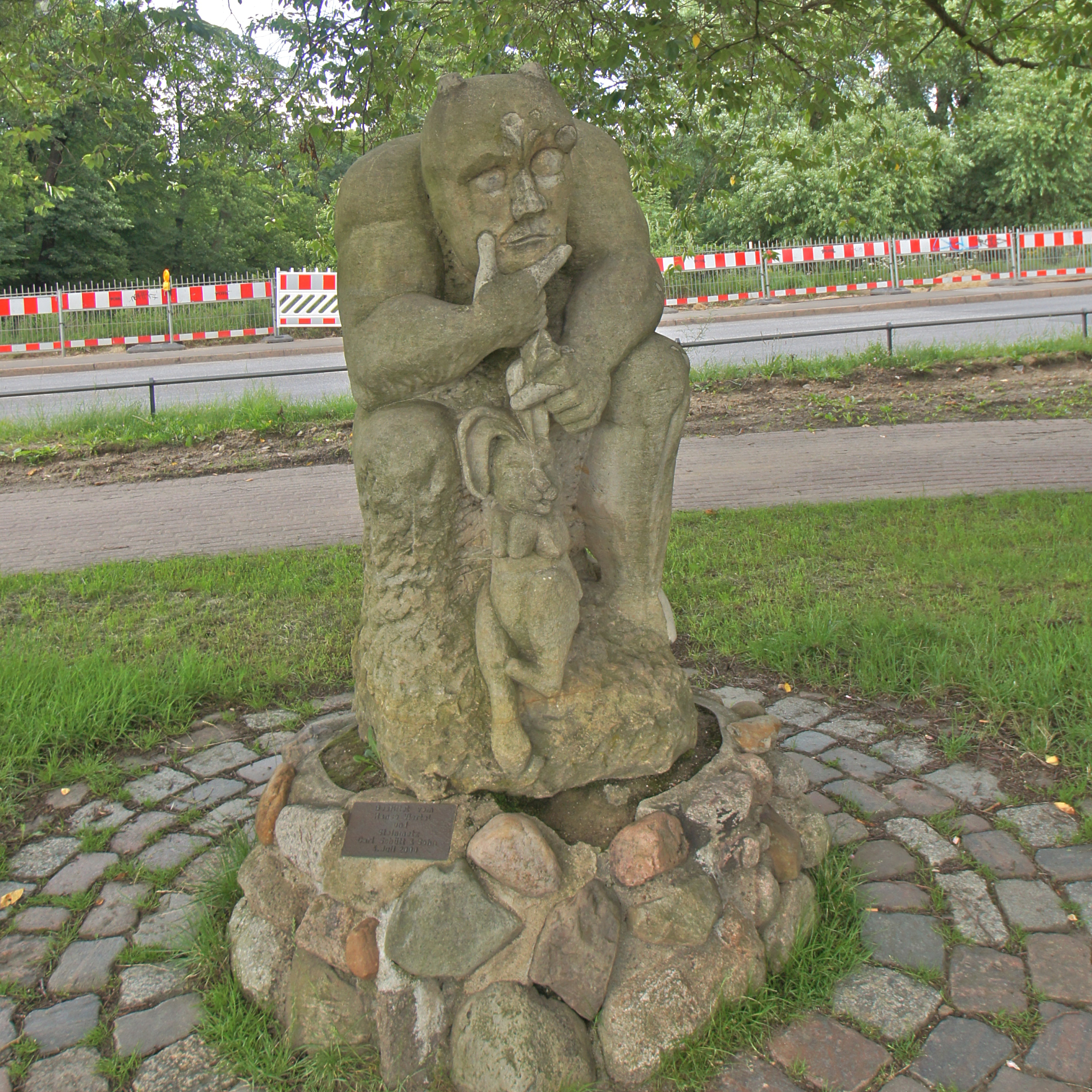
Escultura del diablo, en Teufelsbrück.
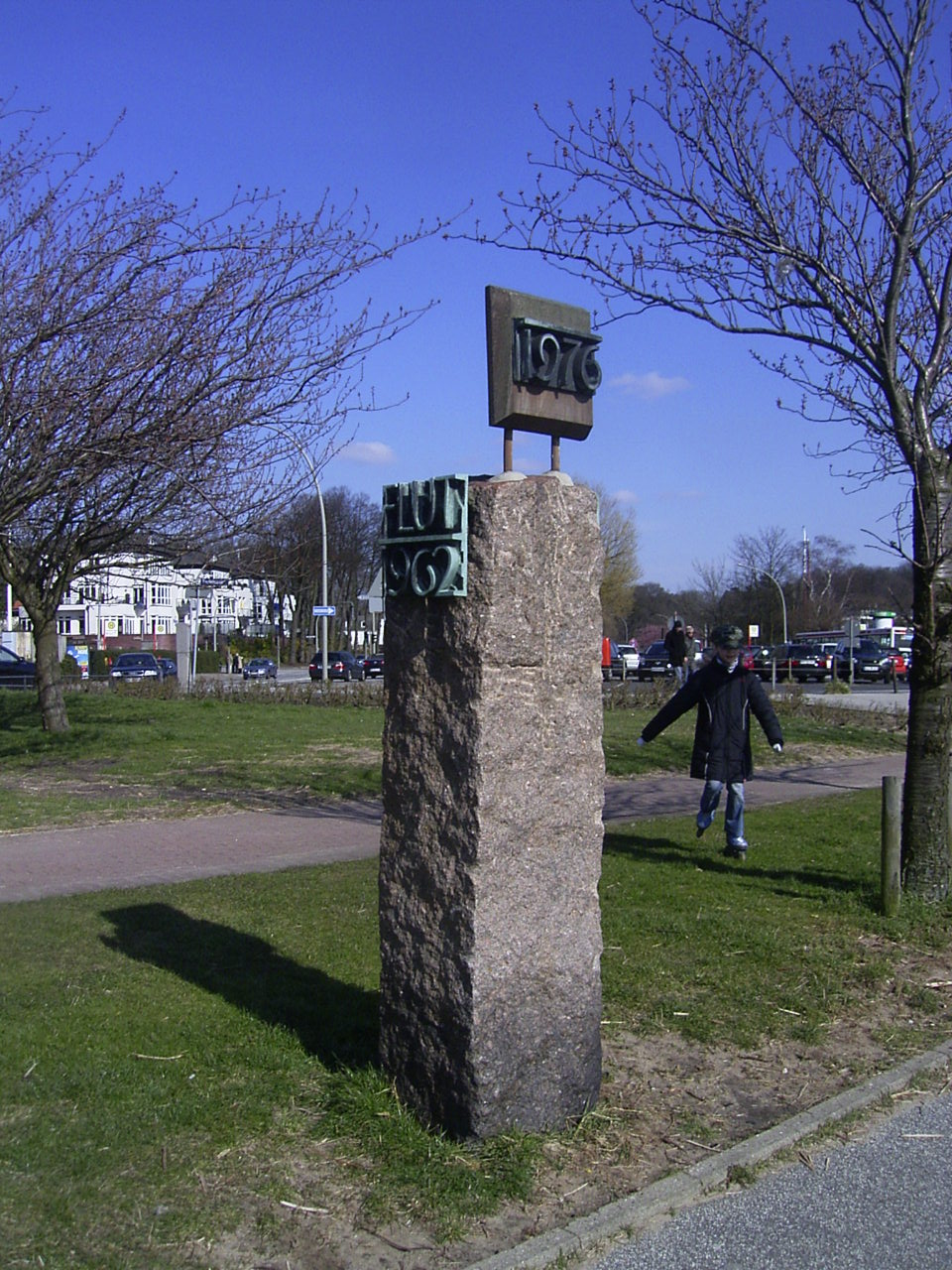
Este monolito señala el nivel alcanzado por las aguas, durante las inundaciones de los años 1962 y 1976.